# Список астероїдів (115401—115500)
| Назва                          | Тимчасове позначення | Дата відкриття  | Місце відкриття             | Відкривач                     |
| ------------------------------ | -------------------- | --------------- | --------------------------- | ----------------------------- |
| (115401) 2003 SK291            | 2003 SK291           | 29 вересня 2003 | Сокорро (Нью-Мексико)       | LINEAR                        |
| (115402) 2003 SR291            | 2003 SR291           | 30 вересня 2003 | Сокорро (Нью-Мексико)       | LINEAR                        |
| (115403) 2003 SA292            | 2003 SA292           | 30 вересня 2003 | Сокорро (Нью-Мексико)       | LINEAR                        |
| (115404) 2003 SA293            | 2003 SA293           | 27 вересня 2003 | Сокорро (Нью-Мексико)       | LINEAR                        |
| (115405) 2003 SX293            | 2003 SX293           | 28 вересня 2003 | Сокорро (Нью-Мексико)       | LINEAR                        |
| (115406) 2003 SK294            | 2003 SK294           | 28 вересня 2003 | Сокорро (Нью-Мексико)       | LINEAR                        |
| (115407) 2003 ST294            | 2003 ST294           | 28 вересня 2003 | Сокорро (Нью-Мексико)       | LINEAR                        |
| (115408) 2003 SU294            | 2003 SU294           | 28 вересня 2003 | Сокорро (Нью-Мексико)       | LINEAR                        |
| (115409) 2003 SW294            | 2003 SW294           | 28 вересня 2003 | Сокорро (Нью-Мексико)       | LINEAR                        |
| (115410) 2003 SN296            | 2003 SN296           | 29 вересня 2003 | Станція Андерсон-Меса       | LONEOS                        |
| (115411) 2003 SB297            | 2003 SB297           | 16 вересня 2003 | Паломарська обсерваторія    | NEAT                          |
| (115412) 2003 SN297            | 2003 SN297           | 18 вересня 2003 | Обсерваторія Галеакала      | NEAT                          |
| (115413) 2003 SA299            | 2003 SA299           | 29 вересня 2003 | Станція Андерсон-Меса       | LONEOS                        |
| (115414) 2003 SG299            | 2003 SG299           | 29 вересня 2003 | Станція Андерсон-Меса       | LONEOS                        |
| (115415) 2003 SJ299            | 2003 SJ299           | 29 вересня 2003 | Станція Андерсон-Меса       | LONEOS                        |
| (115416) 2003 SP299            | 2003 SP299           | 29 вересня 2003 | Сокорро (Нью-Мексико)       | LINEAR                        |
| (115417) 2003 SR299            | 2003 SR299           | 30 вересня 2003 | Сокорро (Нью-Мексико)       | LINEAR                        |
| (115418) 2003 SY301            | 2003 SY301           | 17 вересня 2003 | Паломарська обсерваторія    | NEAT                          |
| (115419) 2003 SG305            | 2003 SG305           | 17 вересня 2003 | Паломарська обсерваторія    | NEAT                          |
| (115420) 2003 SJ306            | 2003 SJ306           | 30 вересня 2003 | Сокорро (Нью-Мексико)       | LINEAR                        |
| (115421) 2003 SN306            | 2003 SN306           | 30 вересня 2003 | Сокорро (Нью-Мексико)       | LINEAR                        |
| (115422) 2003 SM307            | 2003 SM307           | 26 вересня 2003 | Сокорро (Нью-Мексико)       | LINEAR                        |
| (115423) 2003 SG308            | 2003 SG308           | 28 вересня 2003 | Сокорро (Нью-Мексико)       | LINEAR                        |
| (115424) 2003 SE310            | 2003 SE310           | 28 вересня 2003 | Сокорро (Нью-Мексико)       | LINEAR                        |
| (115425) 2003 SH310            | 2003 SH310           | 28 вересня 2003 | Сокорро (Нью-Мексико)       | LINEAR                        |
| (115426) 2003 SP311            | 2003 SP311           | 29 вересня 2003 | Сокорро (Нью-Мексико)       | LINEAR                        |
| (115427) 2003 SG312            | 2003 SG312           | 30 вересня 2003 | Обсерваторія Кітт-Пік       | Spacewatch                    |
| (115428) 2003 SH313            | 2003 SH313           | 18 вересня 2003 | Обсерваторія Ґудрайк-Піґотт | Рой Такер                     |
| (115429) 2003 SB315            | 2003 SB315           | 17 вересня 2003 | Сокорро (Нью-Мексико)       | LINEAR                        |
| (115430) 2003 SF315            | 2003 SF315           | 26 вересня 2003 | Паломарська обсерваторія    | NEAT                          |
| (115431) 2003 TJ1              | 2003 TJ1             | 4 жовтня 2003   | Обсерваторія Кінґснейк      | Джон Маккласкі                |
| (115432) 2003 TQ2              | 2003 TQ2             | 1 жовтня 2003   | Обсерваторія Ґудрайк-Піґотт | Джеймс Кессель                |
| (115433) 2003 TS2              | 2003 TS2             | 2 жовтня 2003   | Обсерваторія Ґудрайк-Піґотт | Джеймс Кессель                |
| (115434) 2003 TU2              | 2003 TU2             | 5 жовтня 2003   | Обсерваторія Ґудрайк-Піґотт | В. Редді                      |
| (115435) 2003 TM4              | 2003 TM4             | 6 жовтня 2003   | Станція Андерсон-Меса       | LONEOS                        |
| (115436) 2003 TU4              | 2003 TU4             | 1 жовтня 2003   | Обсерваторія Кітт-Пік       | Spacewatch                    |
| (115437) 2003 TG5              | 2003 TG5             | 2 жовтня 2003   | Обсерваторія Кітт-Пік       | Spacewatch                    |
| (115438) 2003 TE6              | 2003 TE6             | 1 жовтня 2003   | Станція Андерсон-Меса       | LONEOS                        |
| (115439) 2003 TN6              | 2003 TN6             | 1 жовтня 2003   | Станція Андерсон-Меса       | LONEOS                        |
| (115440) 2003 TV6              | 2003 TV6             | 1 жовтня 2003   | Станція Андерсон-Меса       | LONEOS                        |
| (115441) 2003 TO7              | 2003 TO7             | 1 жовтня 2003   | Станція Андерсон-Меса       | LONEOS                        |
| (115442) 2003 TS7              | 2003 TS7             | 1 жовтня 2003   | Станція Андерсон-Меса       | LONEOS                        |
| (115443) 2003 TK8              | 2003 TK8             | 2 жовтня 2003   | Сокорро (Нью-Мексико)       | LINEAR                        |
| (115444) 2003 TU8              | 2003 TU8             | 3 жовтня 2003   | Обсерваторія Кітт-Пік       | Spacewatch                    |
| (115445) 2003 TF9              | 2003 TF9             | 4 жовтня 2003   | Обсерваторія Кітт-Пік       | Spacewatch                    |
| (115446) 2003 TK9              | 2003 TK9             | 5 жовтня 2003   | Обсерваторія Галеакала      | NEAT                          |
| (115447) 2003 TM9              | 2003 TM9             | 5 жовтня 2003   | Обсерваторія Галеакала      | NEAT                          |
| (115448) 2003 TU9              | 2003 TU9             | 14 жовтня 2003  | Паломарська обсерваторія    | NEAT                          |
| 115449 Робсон (Robson)         | 2003 TG10            | 14 жовтня 2003  | Обсерваторія Джона МакКарті | Обсерваторія Джона МакКарті   |
| (115450) 2003 TK10             | 2003 TK10            | 15 жовтня 2003  | Обсерваторія Чрні Врх       | Обсерваторія Чрні Врх         |
| (115451) 2003 TZ10             | 2003 TZ10            | 15 жовтня 2003  | Паломарська обсерваторія    | NEAT                          |
| (115452) 2003 TB11             | 2003 TB11            | 14 жовтня 2003  | Станція Андерсон-Меса       | LONEOS                        |
| (115453) 2003 TL11             | 2003 TL11            | 14 жовтня 2003  | Станція Андерсон-Меса       | LONEOS                        |
| (115454) 2003 TF12             | 2003 TF12            | 14 жовтня 2003  | Станція Андерсон-Меса       | LONEOS                        |
| (115455) 2003 TL12             | 2003 TL12            | 14 жовтня 2003  | Сокорро (Нью-Мексико)       | LINEAR                        |
| (115456) 2003 TD13             | 2003 TD13            | 9 жовтня 2003   | Станція Андерсон-Меса       | LONEOS                        |
| (115457) 2003 TU13             | 2003 TU13            | 5 жовтня 2003   | Сокорро (Нью-Мексико)       | LINEAR                        |
| (115458) 2003 TN14             | 2003 TN14            | 14 жовтня 2003  | Станція Андерсон-Меса       | LONEOS                        |
| (115459) 2003 TG15             | 2003 TG15            | 15 жовтня 2003  | Станція Андерсон-Меса       | LONEOS                        |
| (115460) 2003 TL15             | 2003 TL15            | 15 жовтня 2003  | Станція Андерсон-Меса       | LONEOS                        |
| (115461) 2003 TO15             | 2003 TO15            | 15 жовтня 2003  | Станція Андерсон-Меса       | LONEOS                        |
| (115462) 2003 TZ15             | 2003 TZ15            | 15 жовтня 2003  | Станція Андерсон-Меса       | LONEOS                        |
| (115463) 2003 TF16             | 2003 TF16            | 15 жовтня 2003  | Станція Андерсон-Меса       | LONEOS                        |
| (115464) 2003 TO16             | 2003 TO16            | 15 жовтня 2003  | Станція Андерсон-Меса       | LONEOS                        |
| (115465) 2003 TM17             | 2003 TM17            | 15 жовтня 2003  | Паломарська обсерваторія    | NEAT                          |
| (115466) 2003 TM19             | 2003 TM19            | 15 жовтня 2003  | Паломарська обсерваторія    | NEAT                          |
| (115467) 2003 TW19             | 2003 TW19            | 15 жовтня 2003  | Станція Андерсон-Меса       | LONEOS                        |
| (115468) 2003 TX20             | 2003 TX20            | 15 жовтня 2003  | Станція Андерсон-Меса       | LONEOS                        |
| (115469) 2003 TZ31             | 2003 TZ31            | 1 жовтня 2003   | Обсерваторія Кітт-Пік       | Spacewatch                    |
| (115470) 2003 TE57             | 2003 TE57            | 5 жовтня 2003   | Сокорро (Нью-Мексико)       | LINEAR                        |
| (115471) 2003 UA1              | 2003 UA1             | 16 жовтня 2003  | Паломарська обсерваторія    | NEAT                          |
| (115472) 2003 UD3              | 2003 UD3             | 16 жовтня 2003  | Обсерваторія Кітт-Пік       | Spacewatch                    |
| (115473) 2003 UP3              | 2003 UP3             | 17 жовтня 2003  | Сокорро (Нью-Мексико)       | LINEAR                        |
| (115474) 2003 UE4              | 2003 UE4             | 16 жовтня 2003  | Паломарська обсерваторія    | NEAT                          |
| (115475) 2003 UV4              | 2003 UV4             | 17 жовтня 2003  | Сокорро (Нью-Мексико)       | LINEAR                        |
| (115476) 2003 UF7              | 2003 UF7             | 18 жовтня 2003  | Сокорро (Нью-Мексико)       | LINEAR                        |
| 115477 Брентаніка (Brantanica) | 2003 UK8             | 19 жовтня 2003  | Обсерваторія Столова Гора   | Дж. Янґ                       |
| (115478) 2003 UT8              | 2003 UT8             | 16 жовтня 2003  | Сокорро (Нью-Мексико)       | LINEAR                        |
| (115479) 2003 UP10             | 2003 UP10            | 19 жовтня 2003  | Станція Андерсон-Меса       | LONEOS                        |
| (115480) 2003 UC11             | 2003 UC11            | 19 жовтня 2003  | Обсерваторія Квістаберг     | Астероїдний огляд Уппсала-DLR |
| (115481) 2003 UG12             | 2003 UG12            | 20 жовтня 2003  | Паломарська обсерваторія    | NEAT                          |
| (115482) 2003 UV14             | 2003 UV14            | 16 жовтня 2003  | Обсерваторія Кітт-Пік       | Spacewatch                    |
| (115483) 2003 UJ16             | 2003 UJ16            | 16 жовтня 2003  | Станція Андерсон-Меса       | LONEOS                        |
| (115484) 2003 UL19             | 2003 UL19            | 20 жовтня 2003  | Паломарська обсерваторія    | NEAT                          |
| (115485) 2003 UR19             | 2003 UR19            | 22 жовтня 2003  | Обсерваторія Столова Гора   | Дж. Янґ                       |
| (115486) 2003 UN20             | 2003 UN20            | 21 жовтня 2003  | Сокорро (Нью-Мексико)       | LINEAR                        |
| (115487) 2003 UK21             | 2003 UK21            | 18 жовтня 2003  | Станція Андерсон-Меса       | LONEOS                        |
| (115488) 2003 UL21             | 2003 UL21            | 18 жовтня 2003  | Паломарська обсерваторія    | NEAT                          |
| (115489) 2003 UO21             | 2003 UO21            | 18 жовтня 2003  | Обсерваторія Кітт-Пік       | Spacewatch                    |
| (115490) 2003 UQ21             | 2003 UQ21            | 20 жовтня 2003  | Обсерваторія Кінґснейк      | Джон Маккласкі                |
| (115491) 2003 UT21             | 2003 UT21            | 21 жовтня 2003  | Обсерваторія Кінґснейк      | Джон Маккласкі                |
| (115492) 2003 UR22             | 2003 UR22            | 23 жовтня 2003  | Обсерваторія Емеральд-Лейн  | Лорен Болл                    |
| (115493) 2003 UP23             | 2003 UP23            | 22 жовтня 2003  | Обсерваторія Кітт-Пік       | Spacewatch                    |
| (115494) 2003 UW24             | 2003 UW24            | 17 жовтня 2003  | Станція Андерсон-Меса       | LONEOS                        |
| (115495) 2003 UD25             | 2003 UD25            | 21 жовтня 2003  | Сокорро (Нью-Мексико)       | LINEAR                        |
| (115496) 2003 UF26             | 2003 UF26            | 24 жовтня 2003  | Сокорро (Нью-Мексико)       | LINEAR                        |
| (115497) 2003 UG26             | 2003 UG26            | 24 жовтня 2003  | Сокорро (Нью-Мексико)       | LINEAR                        |
| (115498) 2003 UN26             | 2003 UN26            | 25 жовтня 2003  | Обсерваторія Ґудрайк-Піґотт | Рой Такер                     |
| (115499) 2003 UO26             | 2003 UO26            | 25 жовтня 2003  | Обсерваторія Ґудрайк-Піґотт | Рой Такер                     |
| (115500) 2003 UC27             | 2003 UC27            | 23 жовтня 2003  | Обсерваторія Ґудрайк-Піґотт | Рой Такер                     |